# 俄国社会民主工党第四次代表大会
俄国社会民主工党第四次代表大会（俄语：IV съезд РСДРП），即事实上的苏共四大，于1906年4月23日至5月8日（旧历4月10日至25日）在瑞典斯德哥尔摩举行。

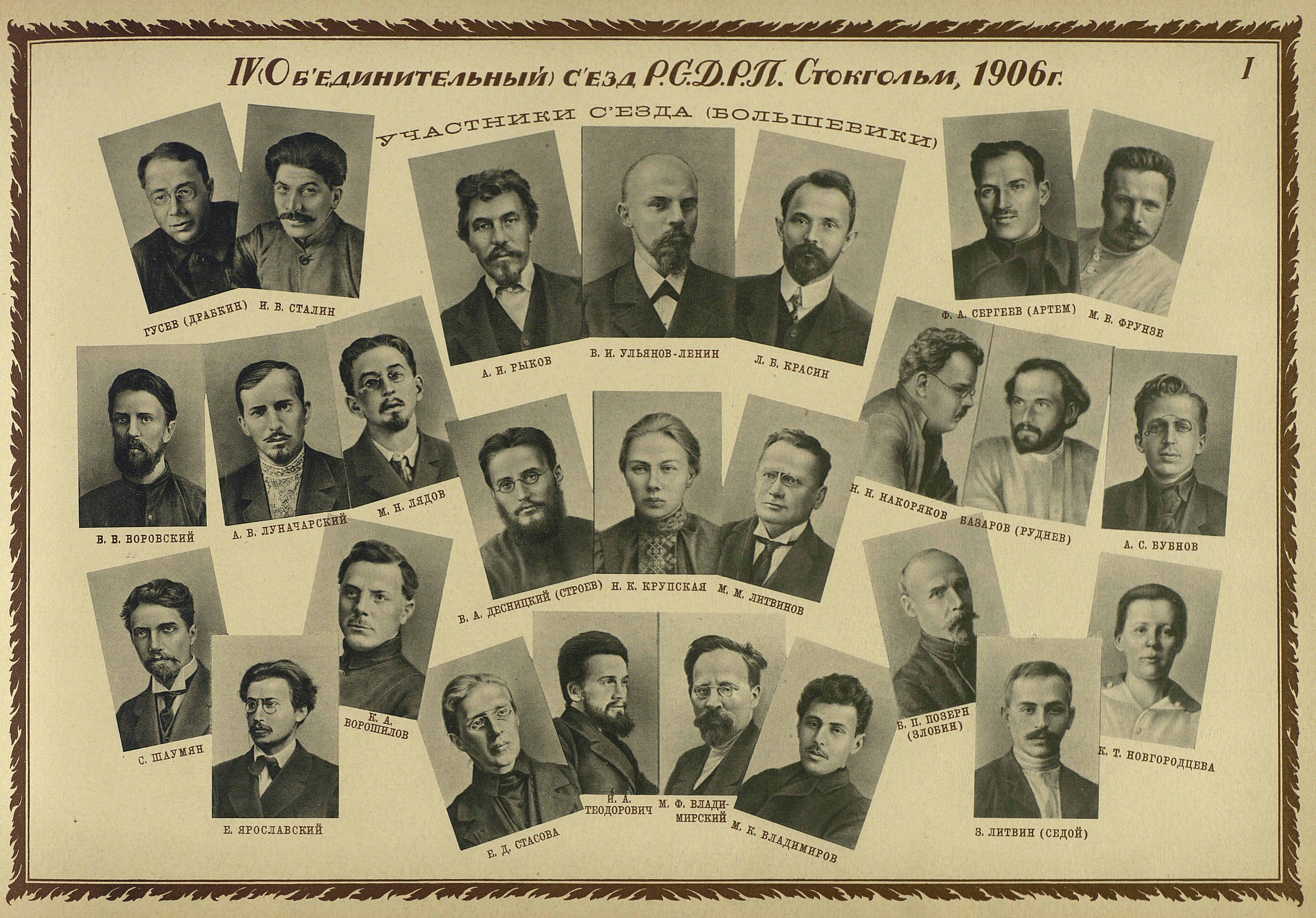
参会人员

出席此次大会的代表中共有134名，其中有112名具有投票权，代表57个地方党组织，22名代表仅有发言权。其中孟什维克代表62人，布尔什维克代表46人，剩余代表来自各国社会民主党：来自崩得的3人、来自拉脱维亚社会民主工党的3人，来自乌克兰社会民主工党的1人，来自芬兰工党的一人，另外还有一名来自保加利亚社会民主工党的一名代表。
来自布尔什维克的代表包括米哈伊尔·伏龙芝、米哈伊尔·加里宁、娜杰日达·克鲁普斯卡娅、弗拉基米尔·列宁、阿纳托利·卢那察尔斯基、费奥多尔·谢尔盖耶夫、斯捷潘·绍米扬、伊万·斯克沃尔佐夫-斯捷潘诺夫、约瑟夫·斯大林、克利缅特·伏罗希洛夫和瓦茨拉夫·沃罗夫斯基。此次会议主要议程是土地问题，对现状和无产阶级任务的评估，对国家杜马的态度，以及组织问题。对于各项议题，在布尔什维克与孟什维克之间都产生了痛苦的争论。列宁就土地问题、现状、以及对国家杜马选举的策略、武装起义以及其他问题做了报告。
在此次代表大会上，孟什维克在数量上占据优势，因而轻微地决定了其性质。此次大会采纳了孟什维克在许多问题上的决议包括土地问题、对国家杜马态度的问题等。此次会议还选举产生了第四届中央委员会，其中三人为布尔什维克，七人为孟什维克。